# Меречёвщина

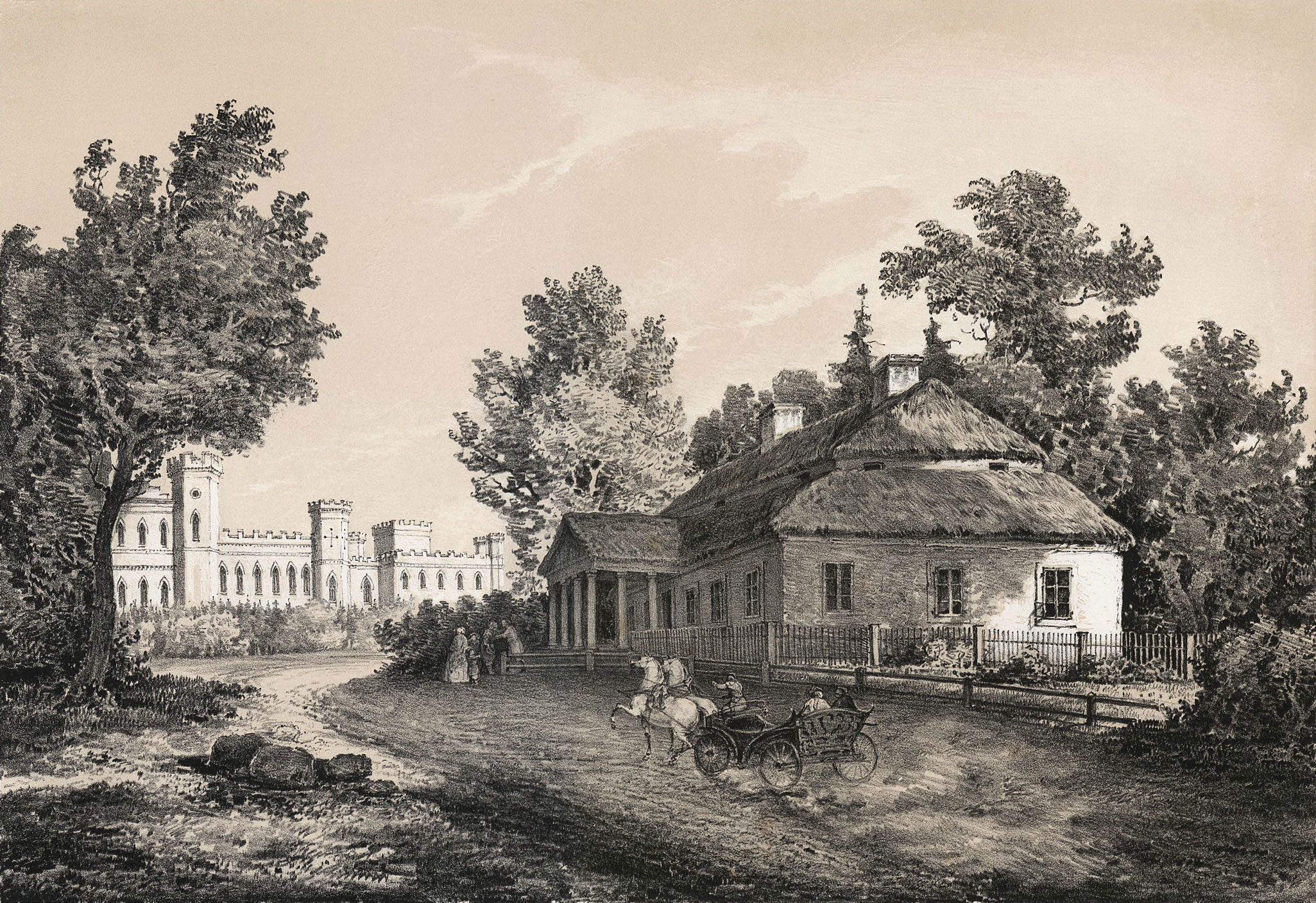
Усадьба Костюшко в предместье Меречёвщина. Рисунок Наполеона Орды

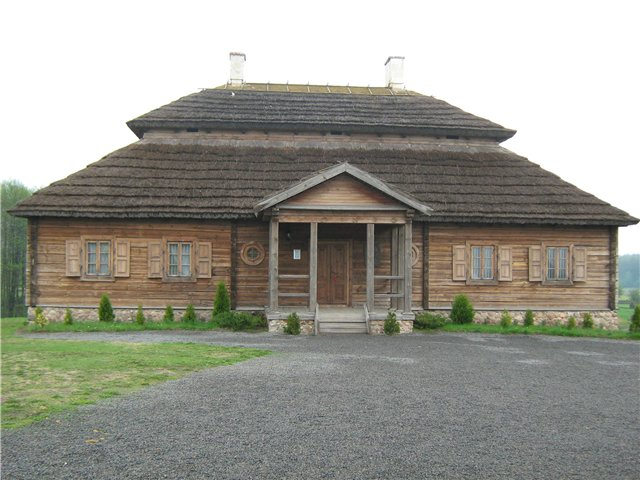
Музей-усадьба Т. Костюшко

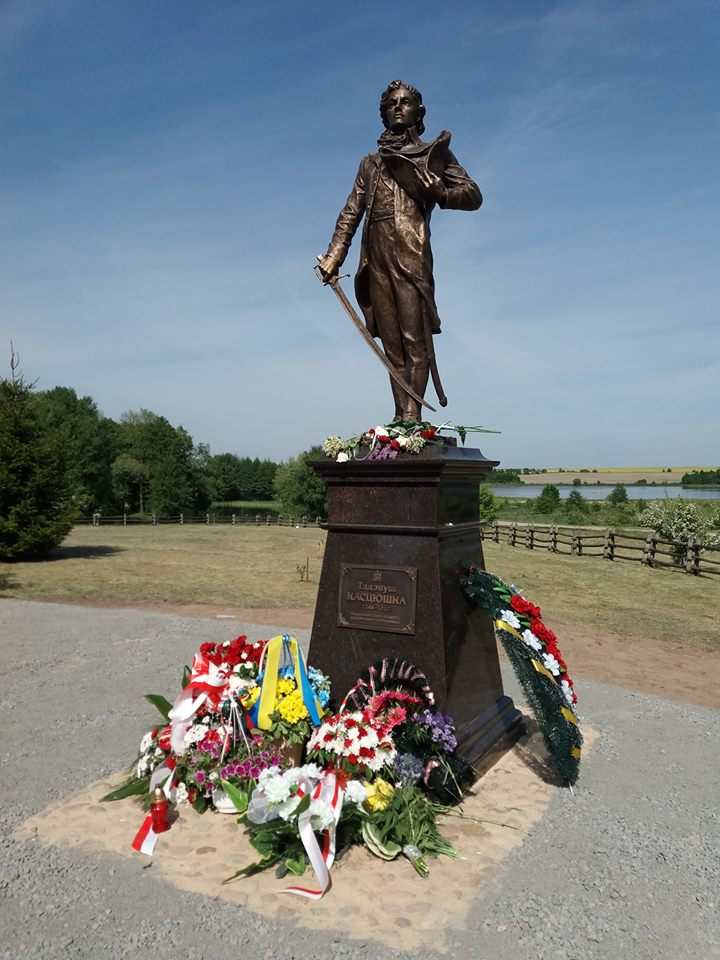
Памятник Т. Костюшко

Меречёвщина, урочище (бел. Мерачоўшчына, пол. Mereczowszczyzna) — небольшой фольварк, располагающийся в 1,5 км на запад от местечка Коссово Ивацевичского района Брестской области Беларуси.
В актах 1529 года упоминается как собственность Хрептовичей. В XVIII веке владельцем являлся Людвиг Костюшко. В 1746 году там родился Тадеуш Костюшко. После смерти Людвига Костюшко фольварк перешёл к его жене, которая продала Меречёвщину в 1764 году Флеммингу, являвшемуся владельцем Коссова. Таким образом, Меречёвщина стала неотъемлемой частью Коссовского имения. Имя Тадеуша Костюшко — военного и политического деятеля Речи Посполитой и США, участника Войны за независимость США, организатора восстания в Польше, Белоруссии и Литве 1794 года, национального героя Польши, США, Беларуси, почётного гражданина Франции, связано с историей Беларуси, Польши, Соединённых Штатов Америки, Австралии, но, прежде всего, неотделимо от его родительского дома, места, где он родился, — урочища Меречёвщина. На малой родине Тадеуша Костюшко, чьё имя стало легендой ещё при жизни, располагается его музей-усадьба.
Знаменитого дома под двухъярусной камышовой крышей не стало во время Второй мировой войны. Дом Тадеуша Костюшко сохранился только на рисунках Михаила Кулеши, литографии Наполеона Орды и фотографиях Иосифа Шиманчика — фотографа из Коссово Полесского.
В 1999 году на месте бывшего имения был установлен мемориальный камень. В сентябре 2004 года в урочище Меречёвщина в Ивацевичском районе состоялось торжественное открытие восстановленного дома, в котором родился Тадеуш Костюшко.
Каждый год 4 февраля в музее отмечается день рождения Костюшко.
Поблизости от урочища Меречёвщина в середине XIX века был возведён величественный Коссовский замок (дворец Пусловских) в неоготическом стиле и вокруг него разбит живописный парк — один из крупнейших террасных парков Белоруссии.
До настоящего времени сохранились лишь стены этого уникального памятника.
На рубеже XIX и XX веков Коссов переходил из рук в руки. Последний его владелец из рода Пусловских Леон в конце XIX века продал имение за 700 тысяч рублей князю Александрову из Москвы. От Александрова оно перешло к княгине Анне Трубецкой, которая в 1898 году заложила его в Государственном дворянском земельном банке в Петербурге. В том же году имение выкупил принц Константин Петрович Ольденбургский, но уже через четыре года и он заложил его в том же банке.
В конечном итоге Коссовский дворец приобрело ведомство русского царя Николая II. С этого времени здесь размещались различные учреждения России и Польши.
В годы Первой мировой войны Коссовский замок сильно пострадал. В 1915 году при отступлении русской армии все его ценности были вывезены за границу.
История дворца в 1920—1930-е годы нашла отражение в документах, хранящихся в фондах Государственного исторического архива Брестской области. В списках имений, составленных в 1921 году, владельцами Коссовского дворца значатся некие братья Жарнекау, а уже в 1929 году в нём размещалась сельскохозяйственная школа.
В 1944 году на территории Коссовского дворца находилась немецкая комендатура, поскольку здесь проходила граница с Восточной Пруссией, и было создано гетто.
В 1944 году при отступлении немцев дворец был сожжён партизанами. За две недели он выгорел полностью.
В настоящее время осуществляется реконструкция и восстановление Коссовского дворца.